# Стандинг Пајн (Мисисипи)
Стандинг Пајн (енгл. Standing Pine) насељено је место без административног статуса у америчкој савезној држави Мисисипи.

## Демографија
По попису из 2010. године број становника је 504, што је 5 (-1,0%) становника мање него 2000. године.
| Група             | 2000.      | 2010.     |
| Белци             | 82 (16,1%) | 42 (8,3%) |
| Афроамериканци    | 6 (1,2%)   | 9 (1,8%)  |
| Азијати           | 0 (0,0%)   | 1 (0,2%)  |
| Хиспаноамериканци | 6 (1,2%)   | 11 (2,2%) |
| Укупно            | 509        | 504       |